# Narraga fumipennis
Narraga fumipennis là một loài bướm đêm trong họ Geometridae.